# Лобоподы
Лобоподы (лат. Lobopoda, от др.-греч. λοβός — доля и πούς — нога) — надтип беспозвоночных из группы линяющих (Ecdysozoa). Животные с сегментированным телом и нечленистыми конечностями. Современные представители лобопод: онихофоры и тихоходки. Ископаемые остатки известны из отложений, начиная с эдиакария (Xenusion auerswaldae). Рассматриваются в качестве парафилетической группы по отношению к членистоногим (Arthropoda).

## Галерея
- Сканограмма тихоходки Hypsibius dujardini
- Отпечаток Aysheaia pedunculata (Xenusia)